# Guardiões do Estado
Guardiões do Estado (Strażnicy Państwa) lub GDE – brazylijska organizacja przestępcza działająca w stanie Ceará. Jest to czwarta pod względem wielkości organizacja przestępcza w Brazylii.
GDE składa się głównie ze słabo przygotowanych nastolatków i młodych dorosłych.
Dokładna data i miejsce założenia organizacji nie są znane. Według różnych źródeł mogła ona powstać w 2006, 2012, 2014, 2015 lub 2016, jednak najprawdopodobniej powstała ona w 2017 roku, w Fortalezie, w dzielnicy Conjunto Palmeiras.
Władza w organizacji jest zdecentralizowana, to jest brak w niej niekwestionowanego lidera. Najbardziej jest ona znana z ataków na autobusy, a także morderstw i masakr na terenie stanu. Najbardziej znanym przykładem działań GDE jest masakra w Cajazeiras.